# Grateful Dead
Grateful Dead a fost o formație americană de muzică rock, fondată în 1965 în Palo Alto, California. Formația era cunoscută pentru stilul său unic și eclectic, care îmbina elemente de rock, folk, bluegrass, blues, reggae, country, jazz improvizat, psychedelia și space rock, și pentru evoluții live cu lungi improvizații muzicale.

## Membrii formației

### Componența finală
- Jerry Garcia : chitară, vocal (1965-1995)
- Bob Weir : chitară, vocal (1965-1995)
- Phil Lesh : bas, vocal (1965-1995)
- Bill Kreutzmann : baterie (1965-1995)
- Mickey Hart : baterie (1967-1971, 1974-1995)
- Vince Welnick : claviaturi, vocal (1990-1995)

### Membri anteriori
- Ron «Pigpen» McKernan : claviaturi, vocal, harmonică, percuție (1965-1973)
- Tom Constanten : claviaturi (1968-1970)
- Keith Godchaux : claviaturi (1971-1979)
- Donna Jean Godchaux : vocal (1972-1979)
- Brent Mydland : claviaturi, vocal (1979-1990)
- Bruce Hornsby : claviaturi, vocal (1990-1992)

## Premii
În 2004, revista Rolling Stone a clasat-o pe Grateful Dead pe poziția 57 în topul lor al „Celor mai mari 100 de artiști din toate timpurile”.
Pe 10 februarie 2007, Grateful Dead a primit Premiul Grammy pentru întreaga carieră ([Grammy Lifetime Achievement Award). Premiul a fost acceptat in numele trupei de Mickey Hart și Bill Kreutzmann.

## Discografie
- The Grateful Dead (1967)
- Anthem of the Sun (1968)
- Aoxomoxoa (1969)
- Live/Dead (1969)
- Workingman's Dead (1970)
- American Beauty (1970)
- Grateful Dead (1971)
- Europe '72 (1972)
- History of the Grateful Dead, Volume One (Bear's Choice) (1973)
- Wake of the Flood (1973)
- From the Mars Hotel (1974)
- Blues for Allah (1975)
- Steal Your Face (1976)
- Terrapin Station (1977)
- Shakedown Street (1978)
- Go to Heaven (1980)
- Reckoning (1981)
- Dead Set (1981)
- In the Dark (1987)
- Dylan & the Dead (1989)
- Built to Last (1989)
- Without a Net (1990)

## Joc video
Un joc video Grateful Dead intitulat Grateful Dead Game – The Epic Tour, a fost creat de Curious Sense și lansat în aprilie 2012.